# Озеро Велике (заказник)
О́зеро Вели́ке — гідрологічний заказник місцевого значення в Україні. Розташований у межах Володимирського району Волинської області, в селі Овлочин. 
Площа 16 га. Статус надано 1993 року за розпорядженням Волинської облради від 03.03.1993 № 18. Перебуває у віданні Оваднівської сільської територіальної громади. 
Статус надано з метою збереження екологічної рівноваги Озера Великого. Озеро карстового походження, площею водного дзеркала 15,9 га, що має сталу тенденцію до зменшення через обміління, об’ємом вод – 647,1 тис. м3, з пересічною глибиною – 4,0 м, максимальною – 10,6 м. 
В минулому прозору і чисту воду, на сьогоднішній день, важко такою назвати. Колись піщані пляжі озера нині потерпають від замулення та заростають очеретом.
У прибережно-захисній смузі ростуть злаково-осоково-очеретяні угруповання.
Водяться риби: короп, щука, окунь, в'юн, трапляється карась золотистий, занесений до Червоної книги України, а також водоплавні та водолюбні птахи: лебідь-шипун, крижень, чирянки велика і мала, чернь червоноголова, мартини звичайний і сизий, баранці звичайний і великий, кулик-сорока, коловодники звичайний і болотяний, побережник білохвостий та інші.

## Галерея

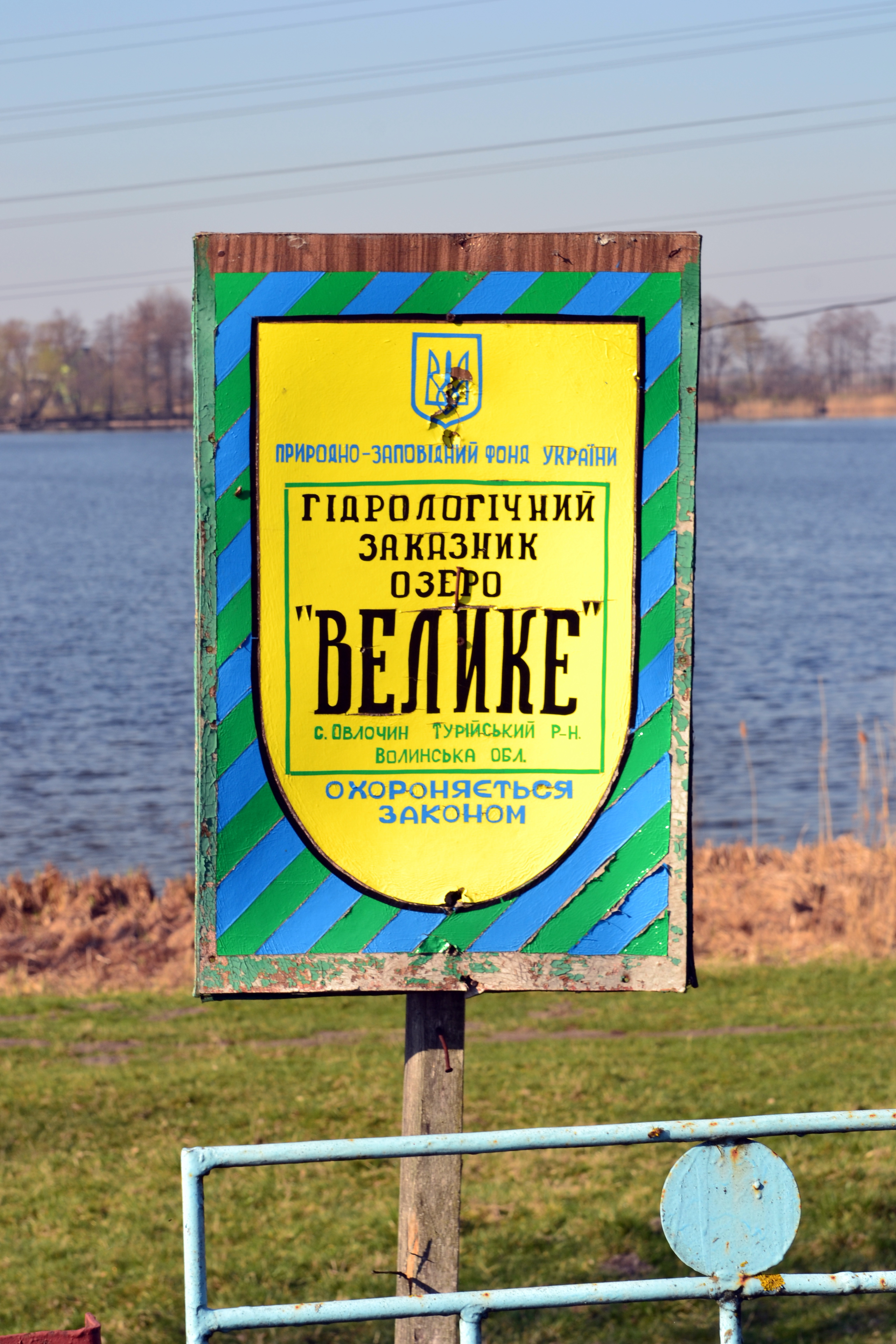
Охоронна дошка
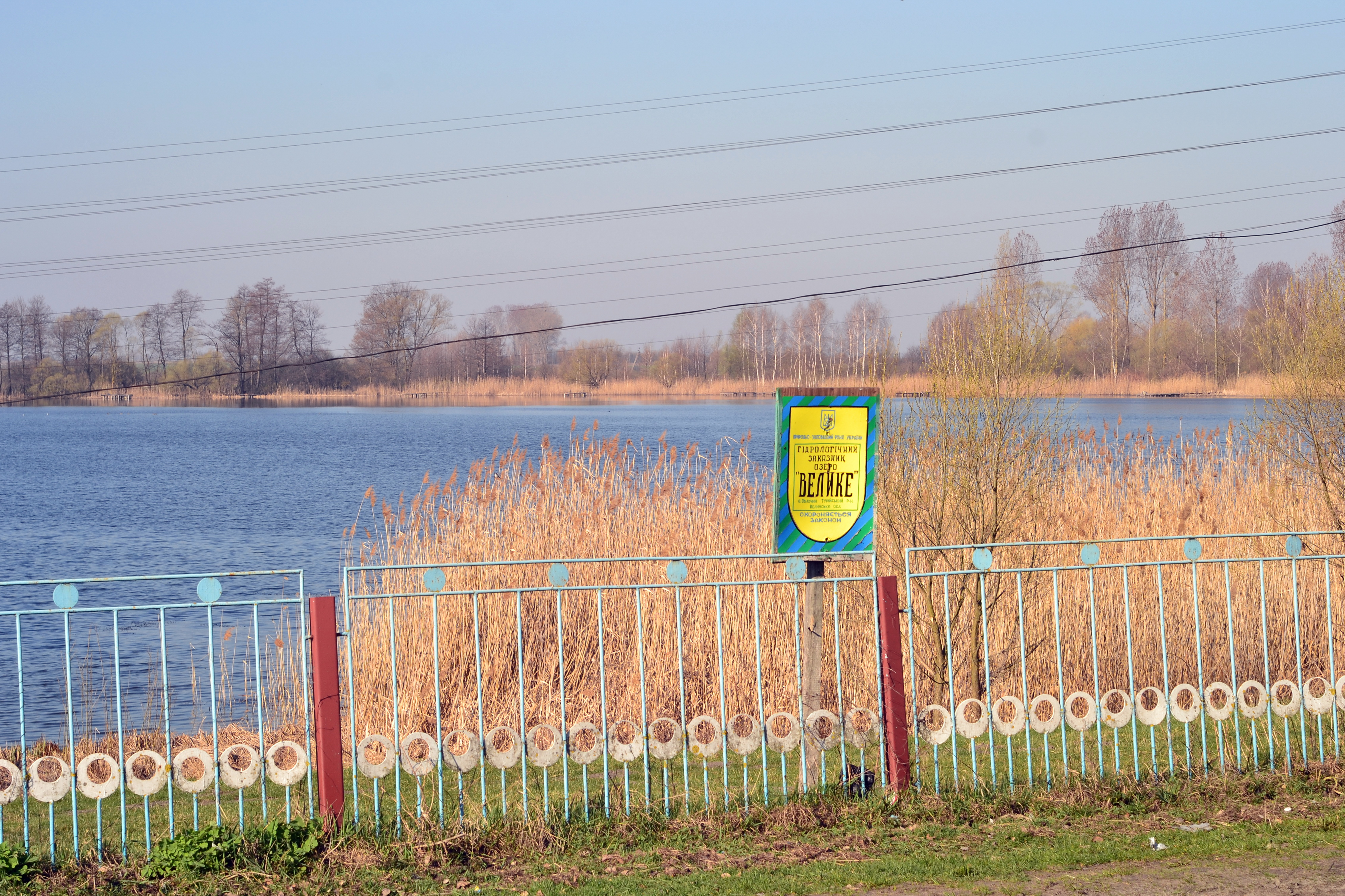
Вигляд з дороги
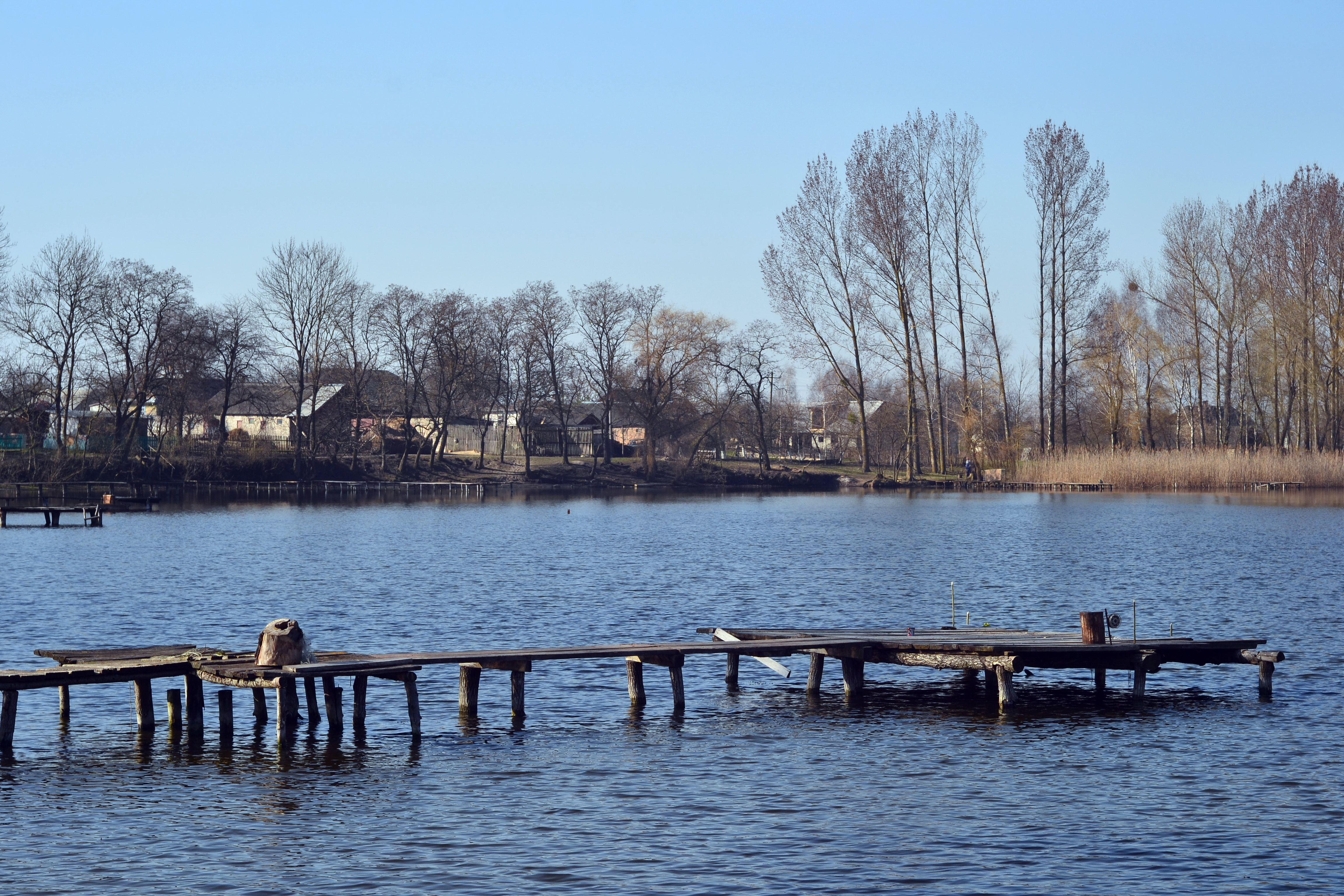
Вигляд східного берега
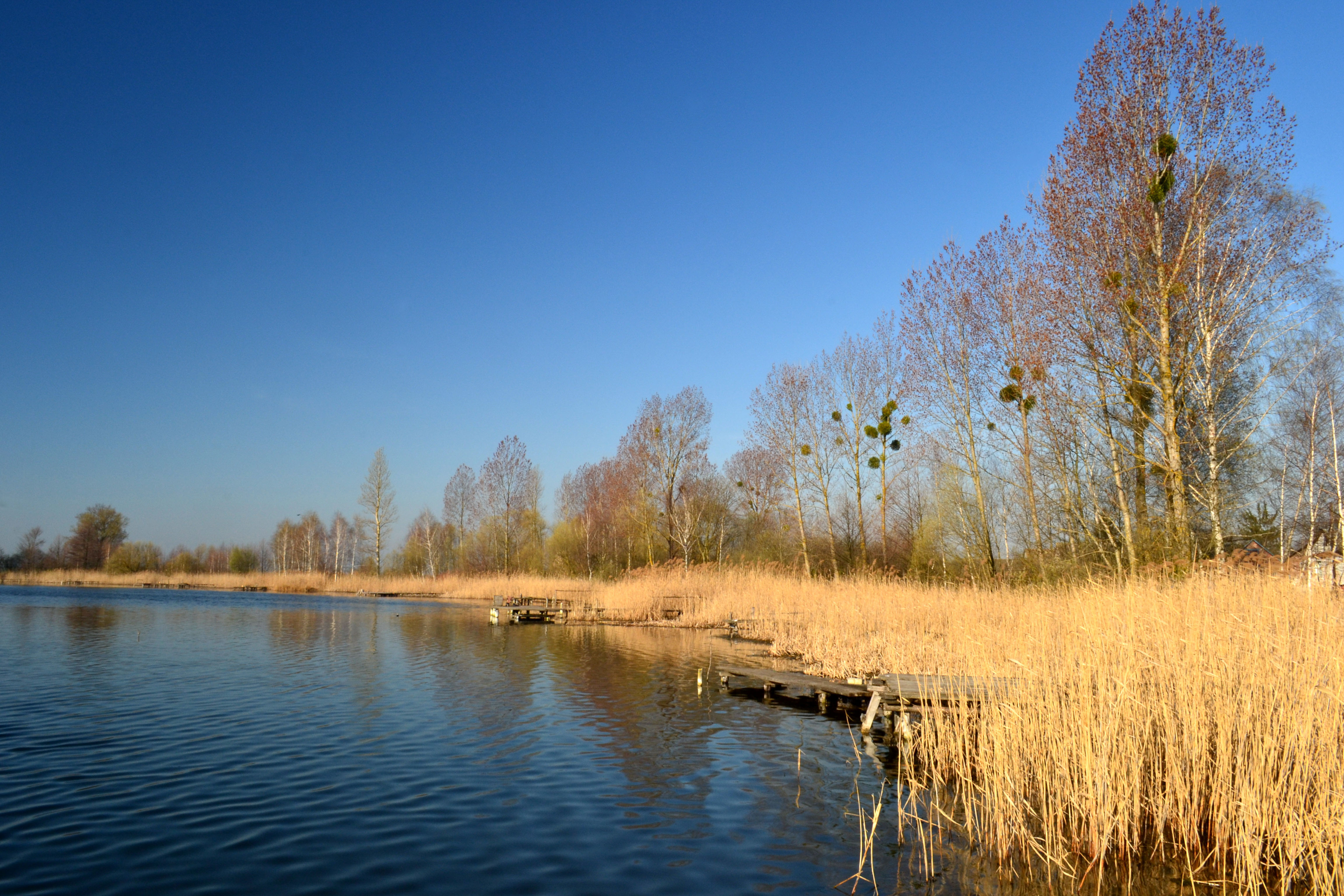
Вигляд північного берега
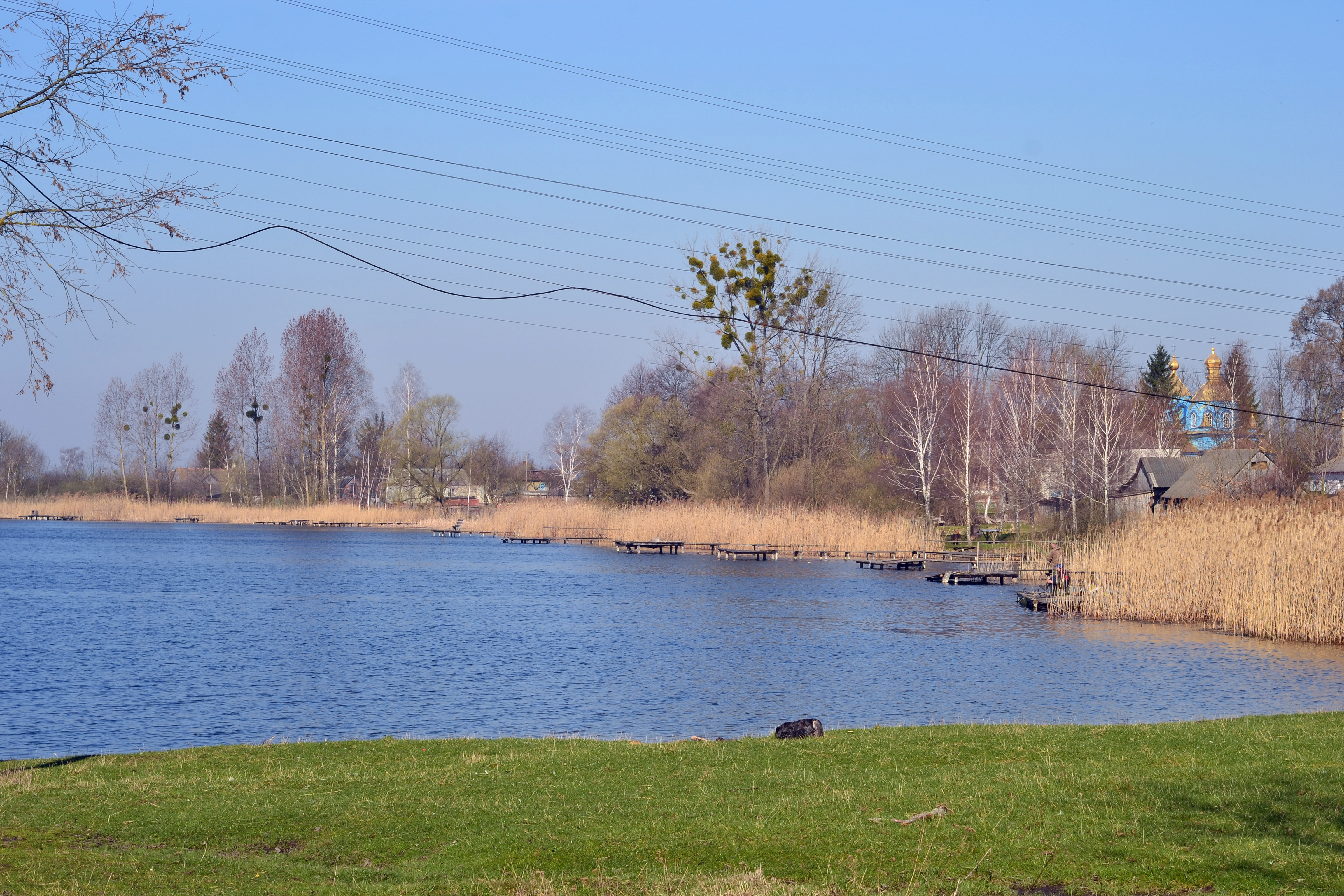
Вигляд північного берега
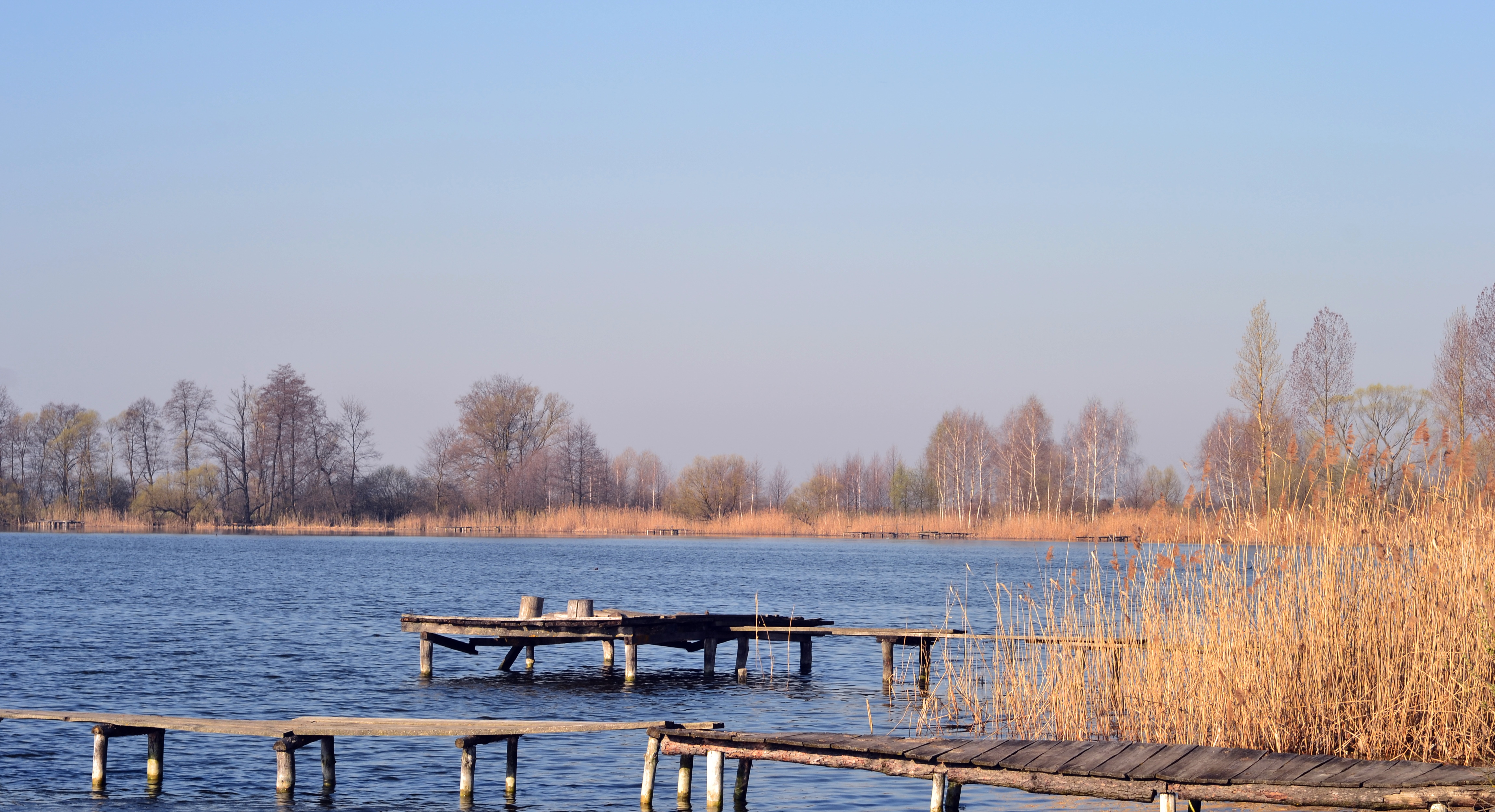
Вигляд західного берега